# Deeltjesversneller

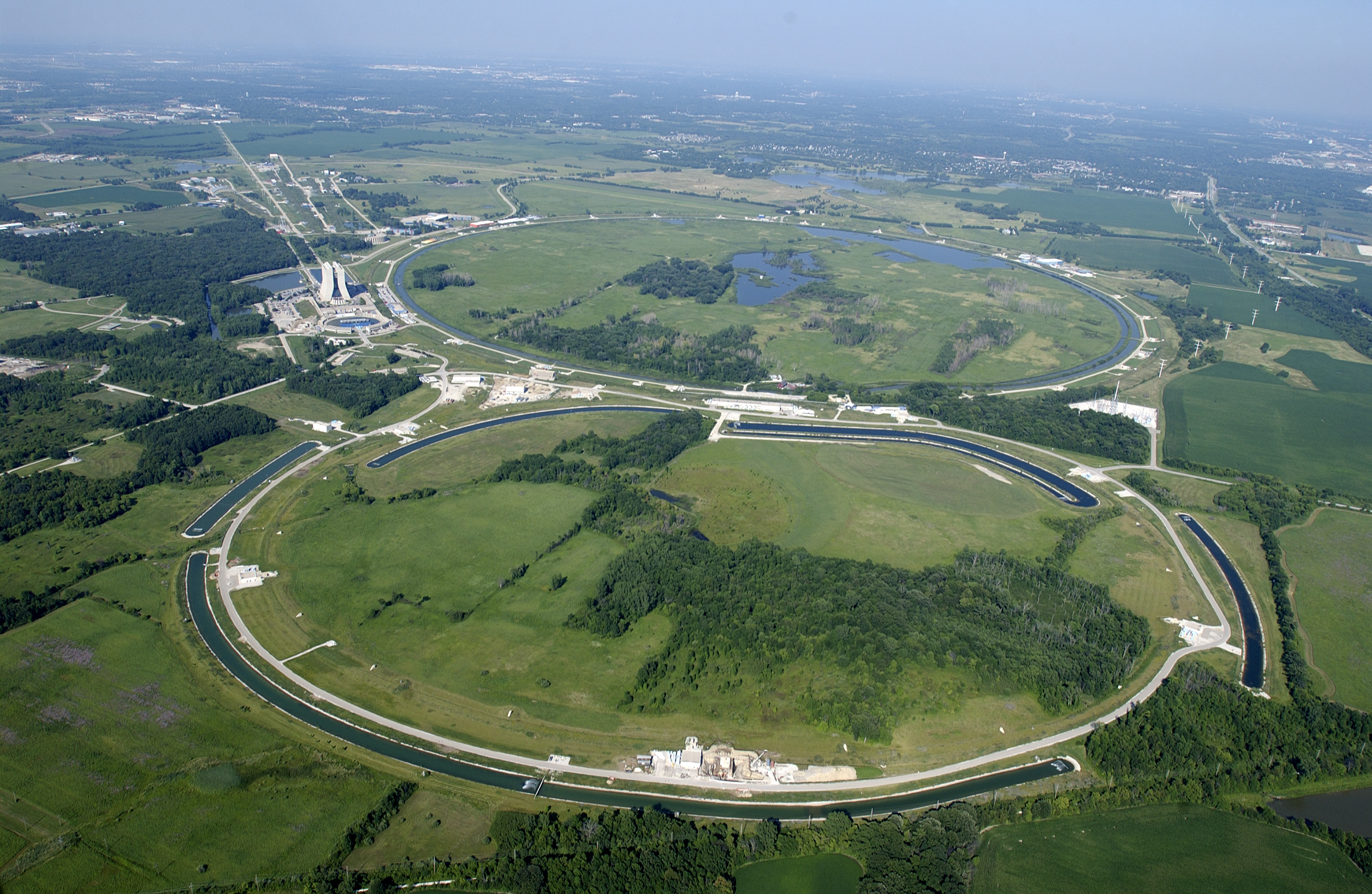
Tevatron van het Fermilab met de hoofdring en hoofdinjector. De ringvormige vijvers voeren de overtollige warmte van de installatie af.

Een deeltjesversneller is een apparaat waarin geladen deeltjes, zoals elementaire deeltjes zoals elektronen en baryonen, maar ook zwaardere deeltjes zoals atoomkernen, tot hoge energieniveaus gebracht worden door ze te versnellen tot snelheden in de buurt van de lichtsnelheid. Dit versnellen gebeurt met behulp van sterke elektrische velden. Voor het sturen van de richting waarin de deeltjesbundel gaat, worden vooral magnetische velden toegepast. Magnetische velden kunnen, door middel van de lorentzkracht, alleen de richting en niet de grootte van de deeltjessnelheid veranderen.
Men zou de kathodestraalbuis, zoals gebruikt in de inmiddels klassieke televisietoestellen kunnen opvatten als een deeltjesversneller, met energieniveaus van ongeveer 30 keV. Hetzelfde geldt voor apparaten voor het opwekken van röntgenstraling. Voor het produceren van radionucliden voor medisch gebruik kan de deeltjesversneller een goed alternatief zijn voor de nucleaire methode, die een kernreactor als neutronenbron gebruikt maar een grotere belasting geeft voor het milieu.
Om de kleinste bouwstenen van de materie te bestuderen, worden zeer grote deeltjesversnellers gebruikt. Daarbij valt onderscheid te maken tussen lineaire versnellers en magnetische versnellers. Bij de laatste worden de deeltjes door de lorentzkracht van een sterk magnetisch veld in een cirkelvormige baan gedwongen. De magnetische versnellers zijn op hun beurt weer onder te verdelen in verschillende modellen: het cyclotron, betatron en synchrotron.
Het cyclotron is in 1929 ontworpen door Ernest Lawrence. Hij gebruikte het voor experimenten met deeltjes van 1 MeV. Het eerste cyclotron had een diameter van maar 10 cm. Het betatron is in 1940 uitgevonden door D.W. Kerst. Het verschil met het cyclotron is dat het betatron gebruikmaakt van toenemende magnetische flux om de deeltjes te versnellen. Synchrotrons zijn cirkelvormige deeltjesversnellers met diameters tot enkele kilometers. Hiermee kunnen zeer hoge energieniveaus bereikt worden. Voorbeelden hiervan zijn de Large Hadron Collider van het CERN-laboratorium en de Tevatron-versneller van het Fermilab.
Kleinere synchrotrons worden ook gebruikt voor het opwekken van synchrotronstraling, om zeer intense bundels van elektromagnetische straling, vaak UV of röntgen, op te wekken voor bijvoorbeeld materiaalonderzoek. De versnelde deeltjes, die door een cyclotron worden geproduceerd, worden ook gebruikt om kankerpatiënten mee te bestralen.